# Fahrangst
Fahrangst, auch als Amaxophobie bezeichnet, ist die Angst vor dem Auto oder vor dem Autofahren im Verkehr. Darunter leiden insbesondere Fahrer, manchmal auch Beifahrer. Die Angst bezieht sich auf bedrohlich gedachte Situationen im Straßenverkehr, etwa auf der Autobahn oder beim Befahren unbekannter Strecken. Die Gedanken drehen sich um Katastrophen, es wird befürchtet, einen Unfall zu verursachen, andere zu verletzen oder zu töten. Die Betroffenen reagieren beim Versuch, solche Situationen trotz ihrer Angst aufzusuchen, mit heftigen körperlichen Symptomen. Daher vermeiden sie die bedrohlichen Situationen. Schließlich werden auch sehr harmlose Situationen mit Angst betrachtet, etwa Wohnstraßen, und das Fahren wird ganz eingestellt.
Das totale Vermeiden führt zu einem Verlust an Mobilität, Lebensqualität und Selbstbewusstsein.
Diese schweren Formen von Fahrangst werden auch als Fahrphobie bezeichnet und sind als Krankheit mit entsprechendem Therapiebedarf zu betrachten. Wissenschaftlich gesehen gehört die Fahrangst zu den spezifischen Ängsten (Phobien), wie z. B. Spinnenangst. „Die Befürchtungen richten sich primär auf die von den Situationen und Objekten ausgehenden Gefahren und Bedrohungen z. B. Angst vor Flugzeugabsturz, Angst vor Verletzungen durch Hunde, Angst vor Unfällen bei Autofahrphobien.“

## Angst vor dem Auto, Angst vor dem Autofahren
Fahrangst kann sich sowohl auf das Auto selbst als auch auf das Autofahren beziehen, also erscheinen als:
- Angst vor dem Auto als unberechenbarer Maschine, die schwer zu durchschauen und zu kontrollieren ist und macht, was sie will – plötzlich abwürgt, scharf bremst, davonrast oder schleudert. Die Betroffenen fürchten, dass nicht sie das Auto fahren, sondern das Auto mit ihnen fährt. Im Gefolge der unkontrollierbaren Fahrmanöver könne es, so ihr Albtraum, zu Unfällen kommen.
- Angst vor dem Autofahren in bedrohlich bewerteten Situationen, etwa im dichten, schnellen Großstadtverkehr, auf städtischen Autobahnen, Bundesstraßen außerhalb von Ortschaften mit viel Verkehr, Fahrten auf unbekannten Strecken, bei schlechter Witterung oder nachts. Die Betroffenen empfinden sich im Verkehrsfluss bedrängt und von vielen Informationen überfordert. Sie fühlen sich gehetzt und bedrückt, spüren den Zwang, eine Entscheidung zu treffen und gleichzeitig Hilflosigkeit. In der Hektik fürchten sie, den Überblick zu verlieren, sich mehr oder weniger zufällig und dann vielleicht falsch zu entscheiden, in eine Unfallsituation zu geraten.

Daraus entsteht schwerer Stress, gefolgt von starken körperlichen Symptomen. Anschließend werden solche Stellen immer häufiger angstvoll gemieden. Der Würzburger Psychologe G. Alpers hat mit Kollegen in den USA Autofahr-Phobikerinnen und Kontrollprobandinnen bei Fahrten auf der Autobahn untersucht. Dabei wurde der Cortisolspiegel vor und während der Fahrten festgestellt. Cortisol gilt zusammen mit Adrenalin als klassisches Stresshormon. Ergebnis: Der Cortisolspiegel der Phobikerinnen verhielt sich zunächst wie bei der Kontrollgruppe. Etwa eine Stunde vor der Fahrt stieg er an, blieb hoch, sackte dann aber im Verlauf der Autobahnfahrt ab. Alpers spricht von einer „vorausschauenden Angst“.
Wer von Ängsten beim Autofahren betroffen ist, schränkt sein Fahren immer mehr ein, bis zur völligen Vermeidung. Durch das Vermeiden verstärkt sich die Angst – ein Teufelskreis entsteht. Die Betroffenen fürchten sich dann nicht nur vor der realen Situation (Auto zu fahren im dichten Verkehr oder auch nur in Wohnstraßen), sondern vor den quälenden Auswirkungen der eigenen Angst („Angst vor der Angst“). Da die Betroffenen von ihrer Umgebung oft nicht verstanden werden, ziehen sie sich zurück und verschweigen ihren Zustand.

## Ängste beim Fahren als Teil einer anderen Phobie
Neben der spezifischen Fahrangst gibt es einige andere Phobien, die sich auf verschiedene Lebensbereiche erstrecken, aber auch das Autofahren massiv einschränken können: u. a. Panikattacken, Agoraphobie, Soziale Phobie, Klaustrophobie, Höhenphobie, Traumatisierung nach einem Unfall. Dabei existiert das Auto oder das Autofahren im Verkehr als Hintergrund oder Bühne für allgemeine Ängste. Diese Ängste beeinträchtigen nicht nur das Autofahren und seine Sicherheit, sondern das gesamte Leben (Familie, Arbeit, Freizeit). Diese Ängste haben schwerwiegende Auswirkungen auf die Befindlichkeit der Betroffenen und ihre Lebensqualität. Daher müssen sie im Regelfall therapeutisch behandelt werden.
Das Autofahren eignet sich besonders gut als Bühne oder als Auslöser für solche Ängste und spitzt diese regelrecht zu. Auslösende Faktoren für Ängste beim Autofahren können sein: die Enge im Auto, die Dichte des Verkehrs, hohe Geschwindigkeit, der Druck, unter der Beobachtung anderer schnelle, fehlerfreie Entscheidungen mit vielleicht gravierenden Folgen treffen zu müssen, Drängeleien, gefährliche Streckenführung oder Witterung und überhaupt die Unfallgefahr.
Zu den unspezifischen Fahrängsten gehören:
- soziale Fahrangst bzw. soziale Angst, darunter Prüfungsangst, Angst vor Beifahrern oder Fahrern oder anderen Verkehrsteilnehmern. Sie ist die Angst vor sozial belastenden Situationen im Verkehr, z. B. durch kritische Äußerungen anderer, böse Blicke, herabsetzende Gesten, Hupen. Menschen mit sozialer Angst bzw. sozialer Fahrangst reagieren auf solche Ereignisse übertrieben, sie zucken zusammen, sind schuldbewusst und verzweifeln, wenn jemand hupt. Sie versuchen, solche Situationen zu vermeiden, oder reagieren mit großer Angst, wenn sie wieder in eine derartige Lage geraten.
- Unfallangst bzw. posttraumatische Belastungsstörung. Sie entsteht aufgrund der übermäßigen Belastung durch Unfälle. Die Betroffenen leiden an quälenden, wiederkehrenden Erinnerungen an das Unfallgeschehen, an Konzentrationsstörungen, Schlafmangel und Schreckhaftigkeit. Sie verlieren sich in fruchtlosen Grübeleien und Schuldgefühlen und fürchten überall neue, schwere Unfälle. Solche Situationen werden nun vermieden. Clemens, Hack u. a. unterscheiden die posttraumatische Belastungsstörung von den Angststörungen, die sich zusätzlich nach einem Unfall entwickeln können. Sie nennen diese Ängste „Reiseängste“, ein Begriff, der gut zum Begriff der Fahrängste passt: „Es handelt sich dabei um eine Gruppe phobischer Ängste, die sich beispielsweise in der unangemessenen Angst, einen erneuten Unfall zu erleiden oder überhaupt am Verkehr teilzunehmen, manifestieren können. Bestimmte unfallassoziierte Situationen lösen dann körperliche und psychische Angstreaktionen aus. Wenn der Unfall z. B. an einer Kreuzung passiert ist, kann der Betroffene später mit heftigem Zittern, Schweißausbrüchen, Verkrampfungen und panikartigen Ängsten reagieren, wenn er sich einer Kreuzung nähert.“[8]
- Angst vor Panikattacken in räumlichen Situationen, aus denen die Flucht schwierig wäre, z. B. im Supermarkt, in Warteschlangen, bei Reisen im Bus oder im Auto.[9] Beim Autofahren werden dann Situationen gefürchtet, aus denen man beim Auftreten von Panikattacken nicht schnell genug flüchten könnte, etwa Schnellstraßen, Tunnel, Brücken, breite Straßen mit dichtem, schnellem Verkehr, wo man selbst in der Mitte oder links fährt, der Weg bis zur nächsten Ausfahrt sehr weit ist, Autobahn und hohe Geschwindigkeit. Solche Situationen werden gemieden oder nur mit großer Angst aufgesucht. Man nennt diese Angst Agoraphobie.

## Verbreitung der Fahrängste
Es gibt keine wissenschaftliche Untersuchung der Verbreitung der Fahrängste in der Bevölkerung. Bis eine solche Untersuchung vorliegt, kann die Zahl der Fahrängstlichen nur vermutet bzw. grob geschätzt werden. Offensichtlich ist aber, dass wesentlich mehr Frauen als Männer unter Fahrangst leiden.
Über die Verbreitung der spezifischen Fahrangst wissen wir wenig. Angenendt u. a. zählen bei ihrer Zusammenfassung der spezifischen Phobien auch die phobischen Ängste vor dem Autofahren zu den Ängsten, die „am weitesten verbreitet sind“. Wissenschaftler am Universitätsklinikum Münster und an der Universität Würzburg sprechen von den „drei häufigsten Phobien“, zu denen die Angst vor dem Autofahren zähle. Bei einer Forsa-Umfrage 2016 gaben neun Prozent der Befragten an, Angst beim Autofahren zu haben. Umgerechnet wären das ca. sechs Millionen Menschen in Deutschland.
Was die Ängste beim Fahren als Teil einer anderen Phobie betrifft, gibt es fundierte Schätzungen. Aufgrund der wissenschaftlich erforschten Häufigkeit der vorgenannten Phobien und dass sich diese Ängste überwiegend auch auf das Autofahren erstrecken, schätzt K. Müller hier die Häufigkeit hier auf ca. drei bis vier Millionen Betroffene.
Die Lebenszeithäufigkeit der Angststörungen Panikstörung bzw. Agoraphobie, die ja meistens zusammen auftreten, wird auf ca. 5 % geschätzt. Diese Zahl sagt aus, wie viel Prozent der Bevölkerung im Laufe ihres Lebens kurzzeitig oder chronisch an dieser Angststörung erkranken. Das durchschnittliche Alter, in dem die Angststörungen Panikstörung bzw. Agoraphobie beginnen, liegt bei über 25 Jahren. Das heißt, dass die meisten Betroffenen den Führerschein und die erste Fahrerzeit noch ohne Ängste erleben. Die Bevölkerungszahl der Bundesrepublik Deutschland beträgt etwa 82 Millionen. Bezogen auf diese Zahl gibt es grob geschätzt etwa 4 Millionen Menschen, die zeitweilig an Panikattacken bzw. Agoraphobie leiden.
Es besteht ein Zusammenhang zwischen Angststörungen und Ängsten beim Autofahren. Dieser Zusammenhang ist offenkundig bei solchen Ängsten wie Agoraphobie. Die meisten Agoraphobiker, so steht zu vermuten, werden auch Ängste beim Autofahren haben. Der Zusammenhang ist noch nicht genauer erforscht, schon gar nicht in Zahlen.
Was die Häufigkeit von Fahrangst als Unfallfolge betrifft, so kommen Clemens, Hack u. a. zu dem Ergebnis, dass „ein Drittel der Opfer von Verkehrsunfällen mit schweren Personenschäden eine klinisch relevante psychische Störung entwickelt.“ Nach amtlichen Angaben kam es in Deutschland im Jahr 2008 zu etwa 414.500 Verkehrsunfällen mit verunglückten Personen. Davon waren ca. 4.500 Getötete, 71.000 schwer Verletzte und 338.000 leicht Verletzte. Ein Drittel der schwer Verletzten, etwa 24.000, leiden demzufolge weiter an einer posttraumatischen Belastungsstörung (belastende Erinnerungen, Schlaflosigkeit, Schreckhaftigkeit, Schuldgefühle). Damit einher geht nach Ansicht der Autoren die Entstehung von Ängsten und das Vermeiden von Situationen, die wegen des Unfalls belastend sind (z. B. bestimmte Kreuzungen oder das Autofahren). Die von den Autoren so genannten „Reiseängste“ treten bei „rund 30 % der Unfallopfer“ auf. Ausgehend von den vorher genannten Unfallzahlen wären also etwa 100.000 Menschen von weiteren Fahrängsten betroffen, als Fahrer etwa 80.000.

## Entstehung von Fahrangst
Die Entstehung von Fahrangst ist – wie auch die der Ängste überhaupt – nur schwer zu bestimmen. Wahrscheinlich spielt eine „ängstliche“ ererbte Disposition eine Rolle, eine besonders sensible Grundhaltung. Dazu kommen Einflüsse der sozialen Umwelt: So berichten viele fahrängstliche Menschen, schon in ihrer Familie sei sehr angstvoll über Autos, Führerscheinerwerb und Straßenverkehr gesprochen worden. In der ängstlichen Grundstimmung passieren vielleicht einige für diese Menschen schockierende Ereignisse. Bei der Führerscheinausbildung hat der Fahrlehrer eine grobe Bemerkung gemacht, der Partner hat die ersten Fahrversuche spöttisch kommentiert, oder es gab einen kleinen Blechunfall. Diese an sich eher harmlosen Vorkommnisse werden von den Fahrängstlichen geradezu traumatisch erlebt und verfestigen die ängstliche Einstellung.

## Rechtliche Bewertung in Deutschland
§ 2 Abs. 4 des Straßenverkehrsgesetzes (StVG) benennt als Voraussetzung der Eignung zum Führen von Kraftfahrzeugen, dass „die notwendigen körperlichen und geistigen Anforderungen erfüllt“ sind. Eine Aufstellung über „häufiger vorkommende Erkrankungen und Mängel, die die Eignung zum Führen von Kraftfahrzeugen beeinträchtigen oder aufheben können“, ist in der Anlage 4 der Fahrerlaubnis-Verordnung (FeV) enthalten.
Nur solche Mängel, „die eine Gefahr für den Straßenverkehr darstellen“, und nicht anderweitig ausgeglichen werden können, bedeuten die Nichteignung für den Straßenverkehr und führen zu einer Versagung der Fahrerlaubnis. Und eine Gefahr für den Straßenverkehr kann durch das Auftreten einer Fahrphobie oder einer unspezifischen Fahrangst wie Agoraphobie entstehen: etwa beim Auftreten heftiger körperlicher Symptome, die die Bedienung des Fahrzeugs im Verkehr praktisch unmöglich machen (Muskelkrampf, Schwindel, Konzentrationsstörungen bis zum Blackout), oder bei Panikattacken mitten im schnellen Fließverkehr auf der Autobahn, gefolgt von Angstbremsen und Schleichfahrt im Schritt bis zum rettenden Halt auf dem Seitenstreifen.
Würde ein solcher Vorfall polizeilich festgestellt, so käme es wahrscheinlich zu einer Meldung an die Führerscheinbehörde. Diese würde vom Betroffenen verlangen, die Zweifel der Behörde an der Fahreignung durch ein Gutachten eines Facharztes (Neurologe mit verkehrsmedizinischer Zusatzqualifikation) oder das Gutachten einer medizinisch-psychologischen Begutachtungsstelle auszuräumen (§ 11 FeV). Das Gutachten könnte zum Schluss kommen, einen Kurs oder eine Therapie vorzuschlagen. Würden die im Anschluss an das Gutachten von der Behörde angeordneten Auflagen erfüllt, dann wären die Zweifel der Behörde ausgeräumt, die Fahrerlaubnis müsste nicht entzogen werden.
Doch ist diese Schilderung eher abstrakt. Denn die überwiegende Mehrzahl fahrängstlicher Menschen vermeidet nach einigen Angstattacken gerade das Weiterfahren – aus Angst, nicht mehr sicher zu fahren, die Kontrolle zu verlieren, andere zu schädigen. Und sie suchen irgendwann von sich aus den direkten Weg zur therapeutischen Behandlung oder zu einer anderen Organisation, um ihre Fahrangst zu bewältigen. Insofern verhalten sich die Betroffenen im Sinne des Gesetzgebers schon im Vorfeld sehr vernünftig.

## Bewältigung von Fahrangst
Im deutschsprachigen Raum sind seit den 1990er Jahren mehrere Organisationen entstanden, die sich der Probleme angstgeplagter Autofahrer annehmen. Dazu kommen Psychotherapeuten, zu deren Aufgaben die Behandlung phobischer Störungen und damit der krankhaften Fahrangst gehört. Da Ängste beim Autofahren häufig Teil einer anderen Angststörung sind, sollten die Betroffenen zunächst ihre zugrundeliegende Angst erkennen, um gezielt handeln zu können. Reine Fahrübungen sind nicht hilfreich, wenn ich zum Beispiel aufgrund von Panik befürchte, einen Herzinfarkt zu erleiden oder an Luftnot zu ersticken.
Nach Expertenmeinung wirken sich spezifische Ängste nicht so schwerwiegend aus wie die allgemeinen, unspezifischen Ängste. Das gilt auch für die Fahrangst. Die Betroffenen können die Fahrangst einigermaßen auf die Fahrsituationen eingrenzen und ihr normales Leben – wenn auch mit Einschränkungen – weiterführen. Da die Intensität der Fahrangst dazu noch schwanken kann (von einer nur milden Fahrangst in einem Teilbereich, z. B. auf der Autobahn, bis zur schweren, phobischen Fahrangst mit völliger Fahrvermeidung), ist es nachzuvollziehen, dass die neu entstandenen Initiativen außerhalb des therapeutischen Umfeldes sich speziell der Bewältigung der spezifischen Fahrangst gewidmet haben.

### Gesprächskreise
Der Name „Angsthäsinnen“ für Frauen mit Fahrängsten wurde zum ersten Mal von einem engagierten Verein in Magdeburg gebraucht. Dieser hat es sich zum Ziel gesetzt, Frauen mit Führerschein, die wegen ihrer Ängste nicht mehr fahren konnten, wieder eine Perspektive zu bieten. Den Frauen wurden theoretische Schulung, gemeinsame Gespräche („Stammtisch“), bei Bedarf psychologische Betreuung und praktische Übungsfahrten auf einem großen Parkplatz geboten. Der „Autoclub für Angsthäsinnen“ ist heute in der „Beratungsstelle für Frauen und Familien, Verein für Gleichstellungsfragen und sozialen Schutz Sachsen-Anhalt e. V.“ aufgegangen. Ausgehend von diesem Modell entwickelte sich eine Vielzahl von Gesprächskreisen für fahrängstliche Menschen, geleitet von Psychologen. Für Auffrischungsfahrten und die Konfrontation mit Angstsituationen werden die Betroffenen an normale Fahrschulen verwiesen. Vorteil dieses Ansatzes ist die lockere Form. Nachteil ist, dass ein Hauptteil der Angstbewältigung, die fahrpraktische Konfrontation, unverbindlich bleibt.

### Besondere Fahrschulen
Es gibt inzwischen mehrere Fahrschulen, die sich auf die Betreuung von Menschen mit Fahrängsten spezialisiert haben. Die Bewältigung der Fahrangst in der Fahrschule erfolgt in mehreren Schritten. Die ersten Schritte bestehen aus einem eher verhaltenstherapeutisch inspirierten Teil (Gruppenseminare, Gruppengespräche oder Einzelgespräche in der Fahrschule), die weiteren Schritte aus einem fahrpraktischen Teil, bei dem es um die Konfrontation mit angstauslösenden Situationen geht.
Wichtige Teile der Fahrangstbewältigung sind die Auseinandersetzung mit den quälenden Gedanken (z. B. „jeder kleine Fehler bedeutet einen schrecklichen Unfall“), der Umgang mit körperlichen Symptomen und Konfrontationsübungen im Pkw, bei dem die befürchteten Situationen unter Hilfestellung eines psychologisch geschulten Fahrlehrers aufgesucht werden. Zu Beginn der Fahrten wird ein vorsichtiger, beinahe übervorsichtiger „Angsthasenfahrstil“ gepflegt. Damit können fahrängstliche Menschen die Fülle der einströmenden Informationen in Ruhe und mit weniger Angst verarbeiten und sich vernünftig entscheiden. Bei den praktischen Bewältigungsübungen stellt sich dann meistens heraus, dass die Angst gut ausgehalten werden kann.
Die ersten Versuche sollten aus Sicherheitsgründen nur im Fahrschulwagen stattfinden. Fahren die Betroffenen korrekt und sind geübt in der Angstbewältigung empfiehlt sich der Übergang auf das Fahren mit dem eigenen Wagen. Hier lauern noch viele Ängste, die in der geschützten Phase im Fahrschulwagen nicht zum Vorschein kommen. Auch in dieser Phase sollte der Fahrlehrer noch begleiten. Er kann allerdings nur noch raten, Eingriffe sind ihm jetzt verwehrt, die volle Verantwortung trägt der Fahrer/die Fahrerin.
Zum Ende der Betreuung verbessern selbstständig ausgeführte „Hausaufgaben“ und Nachbesprechen der Bewältigungserfahrungen die Stabilität der Lerneffekte. Das Ziel ist, dass die Betroffenen hinterher selbstständig, sicher und unbeschwert von ihren Ängsten fahren können.

### Verhaltenstherapie
Für Menschen mit unspezifischer Fahrangst ist eine Therapie, am besten in Form einer Verhaltenstherapie, der klassische Weg zur Bewältigung der Ängste. Im konfrontativen Teil der Therapie, z. B. wenn jemand Panikattacken auf der Autobahn fürchtet und diese Situationen per Auto aufsuchen soll, gibt es inzwischen schon tastende Versuche, eine auf Fahrangstbewältigung spezialisierte Fahrschule hinzuzuziehen. Die Zusammenarbeit zwischen Therapeuten und Fahrschulen befindet sich allerdings noch in der Erprobungsphase. In der „Deutschen Angst-Zeitschrift“ ist an einzelnen Artikeln gut zu verfolgen, wie viele Möglichkeiten mit jeweiligen Vor- und Nachteilen es gibt, den konfrontativen Teil der Angstbewältigung zu gestalten:
- Der Therapeut macht die Therapie und die Konfrontationsübungen selbst: Dabei fährt er im Privatfahrzeug der Patientin mit zu den Übungen. Vorteil: Der Therapeut kennt die Patientin und den Stand ihrer Angstbewältigung. Nachteil: Der Therapeut hat keinen Fahrschulwagen und ist nicht in der Lage und geübt, im Gefahrenfalle einzugreifen. Ein irgendwie gearteter Eingriff könnte auch rechtliche und versicherungsrechtliche Konsequenzen haben.
- Der Therapeut macht nur die Therapie: Zu den Konfrontationsübungen schickt er die Patientin alleine los. Vorteil: Die Patientin übt das selbstständige Bewältigen ihrer Ängste in der Realität. Nachteil: Ängste können – auch bei bester gedanklicher Umstrukturierung – angesichts der Realität wieder aufflackern. In dieser Situation braucht sie Hilfe. Ohne Hilfe wird der konfrontative Teil der Therapie womöglich abgebrochen.[29]
- Der Therapeut ist zugleich auch Fahrlehrer: Er therapiert und fährt im Fahrschulwagen und im Privatfahrzeug mit zu Konfrontationsübungen. Das ist ein seltener Idealfall.
- Der Therapeut schickt die Patientin zu Konfrontationsübungen mit einer bekannten Angstfahrschule: Dort wird im Fahrschulwagen und zu Ende der Betreuung im Privat-Pkw der Patientin Angstbewältigung trainiert. Fahrlehrer und Therapeut arbeiten zusammen. Für die Zusammenarbeit muss die Patientin den Therapeuten von seiner Schweigepflicht entbinden. Vorteil: Beide ergänzen sich mit ihrem jeweiligen beruflichen Können. Nachteil: Beide arbeiten womöglich nebeneinanderher.

Da weder Fahrlehrer noch Therapeuten in der Betreuung von fahrängstlichen Menschen besonders geschult sind, sind der Aufbau und die langfristige Organisation einer Schulung für diese Berufsgruppen dringende Aufgaben.

### Universitäre Forschung
Einen anderen Ansatz, Fahrangst zu bewältigen, verfolgen Wissenschaftler am Universitätsklinikum Münster, am Universitätsklinikum Dresden und am Psychologischen Institut der Julius-Maximilians-Universität Würzburg – die Therapie „in der virtuellen Realität“. Die Patienten sitzen in einem abgedunkelten Zimmer mit 3D-Brille vor einem Bildschirm mit spezieller Software. Die Software stellt Bilder und Situationen dar, die bei der Angst vor dem Autofahren vorkommen. Die Patienten können die Annäherung bzw. die Entfernung von den Objekten bzw. Situationen selbst steuern. Sie sind verkabelt, so dass der begleitende Arzt oder Psychologe jederzeit die Intensität der Nervosität feststellen kann. Die Wissenschaftler vermuten, dass diese Therapie „möglicherweise genauso erfolgreich sein kann wie herkömmliche Methoden“. Vorteil: Die Versuche sind genormt, lassen sich daher gut auswerten. Nachteil: Die Realität ist immer für Überraschungen gut. Hamm weist auf „das häufig beobachtete Phänomen des Wiederauflebens von Furcht“ hin, das sich besonders zeigt, „wenn das gefürchtete Objekt in einem neuen oder anderen Kontext auftritt (der sog. Renewal Effekt).“ Und nichts ist bekanntlich so variantenreich wie die Realität.
Ein Vergleich und eine Wirksamkeitsuntersuchung für diese verschiedenen Ansätze stehen noch aus. Hamm spricht von „Selbstwirksamkeitserleben“ und einem höheren Maß „an Kontrollüberzeugungen“, wobei die bloße Gewöhnung an Angst nicht ausreiche. Wichtig sei vor allem eine Variation der Umgebungsbedingungen. Der Wunsch der Betroffenen und Dreh- und Angelpunkt bei der Bewältigung der Fahrängsten ist natürlich das selbstständige, sichere und von Ängsten unbeschwerte Fahren.